# Eupithecia lugubriaria
Eupithecia lugubriaria là một loài bướm đêm trong họ Geometridae.